# ダブラフェニブ
ダブラフェニブ（英語: Dabrafenib）は、BRAF 遺伝子変異陽性癌の治療に用いられる医薬品である。商品名はタフィンラー (Tafinlar) 。細胞増殖を制御するB-Raf酵素の阻害剤として作用する。ダブラフェニブはBRAF (V600) 変異を有する転移性悪性黒色腫への第I相ならびに第II相臨床試験で臨床的有効性と管理可能な安全性プロファイルを示した。米国FDAは2013年5月にBRAF V600E変異陽性の進行悪性黒色腫に対する治療薬としてダブラフェニブを承認した。開発コードGSK2118436。
臨床試験の結果、6か月から7か月でダブラフェニブおよび他のBRAF阻害薬への抵抗性が生じることが明らかとなった。この抵抗性を克服するため、BRAF V600E/K変異を有する悪性黒色腫の治療に際してダブラフェニブはMEK阻害薬トラメチニブと併用される。2014年1月には、トラメチニブとの併用療法がFDAに迅速承認された。また2015年9月には欧州でも悪性黒色腫の併用療法が承認された。